# 佩列羅斯利亞
50°17′45″N 25°47′1″E / 50.29583°N 25.78361°E
佩列羅斯利亞（烏克蘭語：Переросля），是烏克蘭的村落，位於該國西北部羅夫諾州，由杜布諾區負責管轄，面積0.66平方公里，海拔高度202米，2001年人口334，人口密度每平方公里509.9人。